# Рязанское художественное училище имени Г. К. Вагнера
Рязанское художественное училище им. Г. К. Вагнера (РХУ) — среднее специальное учебное заведение, расположенное в городе Рязань. С 1998 года носит имя Георгия Карловича Вагнера

## История
История училища начинается в 1918 году — именно тогда были организованы Государственные свободные художественные мастерские.
В 1920 году мастерские преобразованы в Рязанскую художественную школу, а с 1922 года — в Рязанский художественный техникум. В 1927 он был слит с Рязанским музыкальным техникумом, а с 7 апреля 1939 года вновь обрел самостоятельность и название «Рязанское художественное училище».
В годы Великой Отечественной войны Рязанское художественное училище было расформировано. Многие студенты ушли на фронт и возвратились в родное училище спустя годы. РХУ возобновило свою работу 5 октября 1945 года открытием двух отделений — живописно-педагогического и театрально-декорационного, а также детской художественной школы при училище. В послевоенные годы формируется новый состав педагогов — довоенных выпускников училища: Сыров А. В., Игнатов Н. Л., Кузнецов Б. Н., Семенихин В. М., Тумаков И. С., Молчанов А. Н., Молчанов В.Н, Вагнер Г. К., Эфрон А. С., Борщев И. П.
В 50-х гг. преподавательский состав значительно обновился выпускниками художественных институтов Москвы, Ленинграда, и среди них: Акинчев И. И., Будкин П. И., Куракин В. Е., Михайлов Н. Н., Раков Г. Н., Якушевский С. Ф. Позднее в их состав вошли: Никонов Л. Н., Хохлов А. В., Денисов Н. С., Романов Н. Г., Голиков В. А., Дубинин А. А., Агеев В. В., Иванов В. А., Душенко В. А., Соколов Л. А., Николаев В. И., Шестаков В. А., Ляхов В. И., Ляхова Л. Н., Драгункина Е. С., Суханов А. В., Шелудяков В. С., Кузнецов Ю. П., Ромашкина Г. С., Смирнов Ф. С., Горбылева М. В., Григорова Л. В., Шеретова Л. П., Исаева В. С., Егорова Т.Н, Каушкин В. И., Борисов Е. А.
Ставшее ведущим оформительское отделение, открытое в 1960 году, осуществляет подготовку специалистов с учётом потребностей жизни в художниках — декораторах, владеющих искусством рекламы, дизайна, оформления выставок, парков, витрин, интерьеров. На этом отделении работают известные в Рязани художники-дизайнеры: В. П. Дементьев, А. Г. Губанчиков, С. С. Милютин, В. А. Парфенов, Л. А. Воронова.

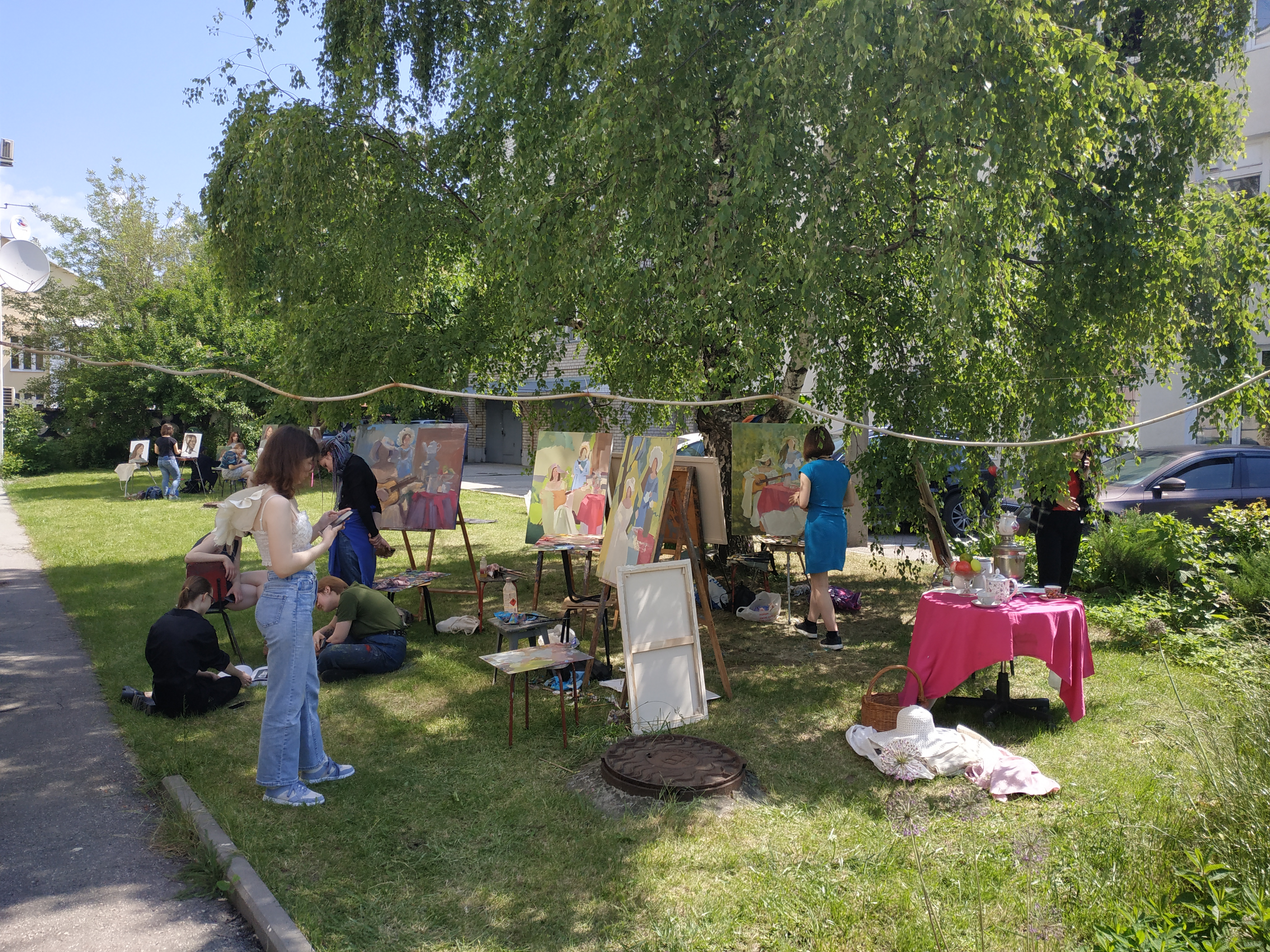
Занятия по живописи студентов РХУ на территории училища

## Выпускники
За годы своего существования училище подготовило более 3 тысяч специалистов различных профилей: преподавателей рисования и черчения, художников — оформителей, специалистов по промышленной графике, модельеров и художников театрального костюма, кружевниц и вышивальщиц, которые трудятся в различных областях народного хозяйства нашей страны. Многие из них, являясь членами Союза художников СССР, удостоены высокого звания лауреатов Государственных премий, избраны председателями отделений творческих союзов, являются ведущими преподавателями художественных ВУЗов страны. Это народный художник Киргизской ССР И. А. Ильина; доктор искусствоведения, лауреат Государственной премии Союза ССР Г. К. Вагнер, чье имя училище носит с 1998 г.; профессор живописи И. П. Веселкин; заслуженный художник РСФСР, лауреат Государственной премии РСФСР М. Ф. Холуев; заслуженный реставратор, заведующий реставрационным отделом ГТГ М. Ф. Иванов-Чуронов; заслуженный художник РСФСР В. А. Печатин; заслуженный деятель искусств А. Ф. Фокин; заслуженный художник Украинской ССР В. Токарев; доцент МГХИ им. Сурикова И. А. Солдатенков; народный художник РСФСР А. М. Титов; заслуженный работник культуры РСФСР С. М. Степашкин; заслуженные художники России В. В. Агеев, В. А. Минкин; М. К. Шелковенко; Русанов Виктор Николаевич академик Российской Академии Художеств, профессор МГАХИ.